# Josef Krieger (Verwaltungsbeamter)
Josef Krieger (* 17. Februar 1878 in Straßburg; † 20. Juni 1938) war ein deutscher Verwaltungsjurist.

## Leben
Josef Krieger studierte an der Kaiser-Wilhelms-Universität Rechtswissenschaft. 1897 wurde er Mitglied des Corps Suevia Straßburg. Nach Abschluss des Studiums trat er in den Verwaltungsdienst des Reichslands Elsaß-Lothringen. 1910 war er Regierungsassessor in Mülhausen. 1912–1918 war er Kreisdirektor des Kreises Saarburg. Nach dem Ersten Weltkrieg lebte er bis zu seinem Tod 1938 als Rechtsanwalt und Notar in Hanau.